# Stéphanie Mbole
Stéphanie Mbole, née le 10 octobre 1990, est une footballeuse internationale congolaise évoluant au poste de gardienne de but.

## Biographie

### Carrière internationale
Mbole est sélectionnée pour la RD Congo au niveau senior lors du Championnat d'Afrique féminin 2012.